# Brasiliens Nationalkongres
Brasiliens nationalkongres er navnet på Brasiliens parlament. Nationalkongressen består af to kamre: Det Føderale Senat (overhuset) and Deputeretkammeret (underhuset).

## Det Føderale Senat
Senatet repræsenterer de 26 delstater og det føderale distrikt. Der er 81 pladser i Senatet. Hver delstat og det føderale distrikt har tre senatorer som vælges for en periode på otte år. Hvert fjerde afholdes der valg for enten en tredjedel eller to tredjedele af senatet (samt til parlamenterne i delstaterne og det føderale distrikt).
Når der er ét sæde i senatet på valg for hver delstat, skal hver vælger afgive én stemme. Når to sæder er på valg, skal hver vælger afgive to stemmer, og de to stemmer kan ikke afgives på samme kandidat. Men når to sæder er valg samtidig, må hver parti opstille to kandidater, således at vælgerne har mulighed for at afgive deres to stemmer på kandidater fra samme parti. Kandidaten i hver delstat og i det føderale distrikt (eller de to første, når der to sæder er på valg) som opnår det højeste stemmetal, bliver valgt.

## Deputeretkammeret
Deputeretkammeret repræsenteret befolkningen i delstaterne. Medlemmerne vælges ved forholdstalsvalg i delstaterne for fireårige valgperioder. I modsætning til Senatet er alle sæder på valg hvert fjerde år.
Der er 513 pladser i Deputeretkammeret som fordeles til delstaterne efter deres befolkningstal. Hver delstat har mindst otte pladser (de mindst befolkede delstater) og højest 70 pladser (de mest befolkede delstater).

## Fælles forhold
Nationalkongressen samles hvert år i kongresbygningen i Brasília fra 2. februar til 27. juli, og fra 1. august til 22. december.
Tidligere var det almindeligt for politikerne at skifte partier, og antallet af sæder som hvert parti havde, kunne ofte ændres. Imidlertid har en afgørelse fra den føderale højesteret nu afgjort at sæderne tilhører partierne og ikke de enkelte politikere, og at man derfor kun i meget få tilfælde kan skifte parti og beholde sit parlamentssæde. Det betyder at politikere som forlader det parti som de blev valgt for, mister deres sæde i Nationalkongressen.
Hvert af kamrene i Nationalkongressen vælger sin formand og andre medlemmer bestyrelsen blandt sine medlemmer.
Formanden for Senatet er også formand for den samlede nationalkongres, og indkalder og leder i den egenskab fælles sessioner. Men formandet for Deputeretkammeret er nummer to i arvefølgen for præsidenten, hvis denne skulle dø eller på anden måde forlade posten, foran formanden for Senatet som er nummer tre. Nummer et i arvefølgen er den valgte vicepræsident.
15°47′59″S 47°51′51″V / 15.799733°S 47.864174°V